# Kathrin Hölzl
Kathrin Hölzl nació el 18 de julio de 1984 en Berchtesgaden (Alemania), es una esquiadora que ha ganado 1 Campeonato del Mundo (1 Medalla en total), 1 Copa del Mundo en disciplina de Eslalon Gigante y tiene 2 victorias en la Copa del Mundo de Esquí Alpino (con un total de 9 podiums).

## Resultados

### Juegos Olímpicos de Invierno
- 2010 en Vancouver, Canadá
  - Eslalon Gigante: 6.ª

### Campeonatos Mundiales
- 2007 en Åre, Suecia
  - Eslalon Gigante: 6.ª
- 2009 en Val d'Isère, Francia
  - Eslalon Gigante: 1.ª
  - Eslalon: 18.ª

### Copa del Mundo

#### Clasificación general Copa del Mundo
- 2005-2006: 70.ª
- 2006-2007: 29.ª
- 2007-2008: 24.ª
- 2008-2009: 25.ª
- 2009-2010: 8.ª
- 2010-2011: 25.ª

#### Clasificación por disciplinas (Top-10)
- 2006-2007:
  - Eslalon Gigante: 5.ª
- 2007-2008:
  - Eslalon Gigante: 8.ª
- 2009-2010:
  - Eslalon Gigante: 1.ª
- 2010-2011:
  - Eslalon Gigante: 7.ª

#### Victorias en la Copa del Mundo (2)

##### Eslalon Gigante (2)
| Fecha                   | Lugar |
| ----------------------- | ----- |
| 28 de noviembre de 2009 | Aspen |
| 28 de diciembre de 2009 | Lienz |